# Рерих, Святослав Николаевич
Святосла́в Никола́евич Ре́рих (10 [23] октября 1904, но в некоторых источниках, в том числе БСЭ, ошибочно указана дата 23 октября [5 ноября] 1904, Санкт-Петербург — 30 января 1993, Бангалор) — русский и индийский художник, общественный деятель, коллекционер восточного искусства, почётный член Академии Художеств СССР (1978). Основные жанры картин — пейзажи, портреты, символические композиции. Сын Николая и Елены Рерих.

## Детство
Святослав Николаевич Рерих родился 10 (23) октября 1904 года в Петербурге в семье русского художника, деятеля искусств Николая Константиновича Рериха и его супруги Елены Ивановны Рерих. Святослав рано начал рисовать и заниматься лепкой, посещал уроки Рисовальной школы Общества поощрения художеств, проявлял интерес к естественным наукам, который гармонично переплетался с природными художественными способностями.

Я очень интересовался орнитологией, зоологией. Елена Ивановна собирала мне все нужные книги, которые только могла найти. Она покупала нам чучела птиц, собирала для нас коллекции насекомых, жуков. Кроме того, меня привлекали красивые камни, минералогия. Она тоже собирала для меня всевозможные уральские и другие камни. <…> Таким образом, наш маленький мир тогда был насыщен замечательными впечатлениями.

С 1913-го по 1916 год Святослав Николаевич учился в гимназии Карла Мая, именно там он получил первые уроки рисования. В двенадцать лет Святослав уже помогал отцу, художнику Николаю Рериху натягивать на подрамники холсты и готовить краски. Отец часто брал его с собой в археологические поездки по древнерусским городам. Святослав помогал отцу в работе над росписью храма Святого Духа в Талашкино.
С 1916-го по 1918 год он вместе с семьёй живёт в Финляндии, где в 13-летнем возрасте пишет первый портрет отца.
С 1919 года Святослав Рерих обучается в Лондоне, в Королевской академии искусств, где изучает архитектуру. Продолжая занятия живописью, участвует вместе с отцом в создании декораций к постановкам опер «Снегурочка», «Садко», «Князь Игорь». Николай Рерих так оценил живопись своего сына:

В картинах Святослава замечаем именно гармоническую напряженность всех частей картины. Великое качество произведений, если в него не вкралось безразличие. <…> Прекрасно, если дан в жизни этот высокий дар, которым все темное, все бедственное превращается в радость духа. И как радостно мы должны приветствовать тех, кто волею судеб могут вносить в жизнь прекрасное!

## Работа в США
В США Святослав Рерих продолжает архитектурное образование, сначала в школе Колумбийского университета на архитектурном отделении, где после окончания получает степень бакалавра, а затем Гарвардского университета, одновременно посещая скульптурное отделение университета Массачусетса. В это же время занимается живописью, книжной иллюстрацией и графикой.
В 19 лет в 1923 году он возглавил Международный художественный центр «Corona Mundi», а впоследствии стал вице-президентом Музея Николая Рериха в Нью-Йорке. В том же году впервые посетил Индию.
В 1924 году вернулся из Индии в США, где принимал активное участие в работе всех культурно-просветительских организаций, созданных Николаем Константиновичем и Еленой Ивановной Рерихами. Именно благодаря Святославу Николаевичу родители и старший брат, находившиеся в Центрально-Азиатской экспедиции, поддерживали контакты с «внешним миром».
В Америке, наряду с выполнением многочисленных общественных обязанностей, продолжает занятия живописью, критики начинают замечать его художественный талант. В Нью-Йорке, в Галерее Арден, прошла его первая персональная выставка. Художник был замечен прессой. В 1925 году ему была присуждена высшая награда — Гран при на выставке в Филадельфии, посвящённой 150-летию этого города, где экспонировалось около ста его произведений.

## Индия. Девика Рани

«Девика Рани Рерих». 1951. Музей Востока

Закончив учёбу, с 1931 года Святослав Николаевич постоянно проживает в Индии, переехав из США к своей семье. В Индии он принимает активное участие в её общественной и культурной жизни и всё больше времени отдаёт живописи. Он любил эту страну, которая стала для него второй родиной. Красоту, разнообразие культурных традиций и утончённость духовных достижений Индии Святослав Рерих воспел во многих своих замечательных полотнах.
Наряду с пейзажами пишет много портретов. Является автором около 30 портретов своего отца. «Портрет Николая Рериха в тибетском одеянии», написанный в 1933 году, считается одной из самых ярких и значимых картин в творчестве художника. Огромные во весь рост портреты премьер-министра Индии Джавахарлала Неру и Индиры Ганди, написанные Святославом Рерихом, украшают две панели стен исторического Центрального зала парламента Индии в Нью-Дели.
В 1944 году Святослав Рерих встретился с одной из самых почитаемых киноактрис 1930-х, начала 1940-х годов Девикой Рани, когда в работе над одним из фильмов понадобились новые декорации, за которыми она обратилась к художнику. В 1945 году Святослав Рерих и Девика Рани поженились в долине Куллу. Во время свадьбы все 365 расположенных в долине храмов прислали своих представителей встречать Девику. Девика Рани не только стала соратницей своего мужа в изучении индийской культуры и фольклора, она была его музой.
Е. И. Рерих отмечала:
Она, несомненно, лучшая среди индусских артисток, самая любимая и глубоко почитаемая. 
Она прекрасный человек и европейского образования, кроме того, она внучатая племянница Тагора, и высокая врожденная культурность этой семьи ярко выражена во всей её жизни. Мы очень полюбили её, она с мужем проводила у нас лето и осень. Н. К. [Николай Рерих] очень ценил её чуткость и удивительно ровный характер.

## Работа в Индии
Святослав Николаевич принимал деятельное участие в работе Института Гималайских исследований «Урусвати», возглавлял работу естественно-научного отдела. В круг его интересов входили орнитология, ботаника, минералогия, тибетская фармакопея, химия и её алхимические истоки, сравнительное религиоведение, философия, искусствознание, культурология, астрология. Художественное и литературное творчество Святослава Рериха, а также его исследовательская, педагогическая и общественная деятельность были связаны с идеями Живой Этики. Он был не только последователем этой религиозно-философской системы, но и одним из её идеологов.
В июле 1941 года, после нападения Германии на Советский Союз, Святослав Николаевич телеграфирует послу СССР в Лондоне И. М. Майскому о своем решении вступить в ряды Красной Армии, но получает отказ. Тем не менее, в годы Второй мировой войны Святослав Николаевич передавал средства от продажи картин и выставок в пользу Красного Креста СССР.
После 1947 года Святослав Рерих проводит работу, связанную с подписанием Пакта Рериха индийским правительством. В письме к Х. Кабиру он отмечал:

«Я рад отметить, что Правительство Индии с симпатией относится к тем целям, которые мы имеем в виду, и одобряет Пакт Рериха <…> Я очень хочу сейчас, чтобы именно эта страна и именно в это время могла стать активным борцом за культурные принципы, содержащиеся в этом Пакте <…>»

Благодаря усилиям Святослава Рериха в августе 1948 года Индия присоединилась к этому документу. В течение последующих лет Святослав Рерих активно участвовал в работе по сохранению и защите от разрушения памятников древнеиндийской культуры, организовывал комитеты и добивался у правительств индийских штатов конкретных шагов в этом направлении.
В 1948 году Святослав Рерих и его супруга приобрели у британского подданного усадьбу «Татагуни», которая расположена в 20 км от Бангалора. При жизни художник мечтал превратить эту усадьбу, занимающую территорию около 135 Га, в культурно-научный центр.
Всю жизнь интересовавшийся проблемами воспитания более совершенного человека, художник принимал деятельное участие в работе детской школы в Бангалоре, созданной в 1962 году на основе идей индийского философа Ауробиндо Гхоша. Сюда принимались дети с трехлетнего возраста. Педагогическая концепция этой школы строилась на нравственно-этическом воспитании детей по специально разработанной методике. Малышей уже с ранних лет знакомили с идеями крупных философов, большое внимание уделялось художественному воспитанию. Этому же способствовали ежегодные конкурсы детского рисунка.
Святослав Николаевич отмечал:«В своей педагогической работе в Бангалоре мы именно и стараемся с самого начала вести новое поколение по тропам восхождения, даём мысли, идеи больших философов с самых ранних лет. <…> Наше воспитание должно быть таким, чтобы, выйдя за пределы школы, человек был сильным, умел противостоять злу, несовершенству».
Начиная с 1977 года Святослав Николаевич оказывал школе финансовую поддержку. Святослав Рерих известен как основатель и почётный президент культурно-просветительского Центра искусств «Читракала Паришад», созданного в Бангалоре в 1972 году и ставшего отделением местного университета.

## Выставки в СССР и России

Памятник Святославу Рериху в Москве

Святослав Рерих неоднократно бывал в СССР. Каждый его приезд был заметным событием советской, а затем и российской культурной жизни.
Первая выставка картин С. Н. Рериха на родине открылась 11 мая 1960 года в Государственном музее изобразительных искусств им. А. С. Пушкина, а спустя месяц картины художника увидели посетители ленинградского Эрмитажа.
В 1974 году Святослав Николаевич привёз из Швейцарии от К. Кэмпбелл-Стиббе дарственную на 42 картины русской архитектурной серии своего отца, которую вручил Министерству культуры СССР. Позже К. Кэмпбелл-Стиббе передала в дар СССР ещё около ста картин Николая и Святослава Рерихов.
В этом же году в СССР отмечался юбилей Николая Рериха. В связи с этим Святослав Рерих привез для выставки в Москву из Индии 288 картин своих и отца. Далее, по желанию художника картины широко экспонировались на передвижных выставках по стране. Позднее они были переданы на временное хранение в Государственный музей Востока.
В 1984 году Святослав Рерих со своей женой Девикой Рани участвовал в трёхдневной международной конференции в Москве, посвящённой вкладу семьи Рерихов в мировую культуру. В это же время он открыл юбилейную выставку в связи со 110-й годовщиной со дня рождения отца и своим 80-летием. Эти даты отмечались в СССР в течение года. Именно тогда было принято решение о создании Музея имени Н. К. Рериха.

## Последние годы жизни. Передача наследия семьи Рерихов
В мае 1987 года состоялась встреча с Генеральным секретарем ЦК КПСС М. С. Горбачёвым. В ходе встречи обсуждались предложения С. Н. Рериха:
создание музея Рериха и культурного центра под эгидой Министерства культуры и Академии наук; создание научного центра в Куллу («Урусвати»); издание книг Н. К. Рериха; передача художественного наследия Н. К. Рериха из московской квартиры Ю. Н. Рериха в музей.
Летом 1989 года Р. Б. Рыбаковым в Москву было привезено письмо Святослава Николаевича Рериха, где он предлагал создать общественный Музей им. Н. К. Рериха и Фонд, который бы содержал этот музей. Письмо было опубликовано 29 июля 1989 г. в газете «Советская культура» и вызвало у значительной части деятелей культуры и науки большую заинтересованность. В письме Рерих дал концепцию будущего музея и его организационные принципы, одним из главных положений которых была независимость музея от государственного аппарата и неподчинение его ни Министерству культуры, ни Музею Востока. На пост директора этого музея Святослав Николаевич предложил Л. В. Шапошникову, индолога, доцента МГУ.
В октябре того же года на Учредительном собрании был создан Советский фонд Рерихов, а 4 ноября вышло постановление Совета Министров СССР, в котором была поддержана идея Рериха.
В это же время в Москву с визитом приехал сам Святослав Николаевич и, встретившись с М. С. Горбачевым, обсудил проблемы будущего Музея и Фонда. По завершении визита Рерих пригласил Л. В. Шапошникову приехать к нему в Бангалор (Индия) и «поработать с наследием».
В 1990 году наследие старших Рерихов было передано Советскому Фонду Рерихов (СФР) на основе юридически заверенного и подписанного им документа. Для деятельности СФР Мосгорисполкомом была выделена городская усадьба Лопухиных. В 1997 году в ней был создан Музей Рерихов (с 2019 г. находится на ВДНХ).

## Творческий путь
Свой путь художника Святослав Николаевич Рерих начал как портретист и достиг в этом жанре мастерства. Одной из отличительных особенностей его творчества было стремление глубоко ощутить характер того человека, чей портрет он писал. Святослав Николаевич отмечал: «Удавшийся портрет — это больше, чем простое сходство». Помимо портретной, он обращается к пейзажной, эпической, жанровой и символической живописи и во всём проявляет себя как виртуозный мастер и вдохновенный экспериментатор.
Вышедшие из-под его кисти полотна — изящны, лаконичны, в них точно передан духовно-эмоциональный образ человека. Только портретов своего отца он написал около тридцати, один из них был приобретён Люксембургским музеем в Париже. В ту пору Святославу Рериху было 35 лет. Галерея созданных Святославом Николаевичем портретов огромна, среди них особенно выделяются портреты его родителей. Многое в произведениях художника свидетельствует о влиянии на него творчества отца. Как отмечал сам Святослав Рерих: «Истоки моего искусства неразделимо связаны с Николаем Константиновичем». В то же время, продолжая в живописи традиции своего отца, Святослав пошёл своим собственным путём. У каждого из художников, отца и сына, свой стиль и своя техника исполнения.

## Награды и звания
За выдающиеся достижения в области культуры, а также за вклад в дело мира Святослав Рерих был удостоен правительственных наград различных стран, среди которых:
- Высший гражданский орден Индии «Падма Бхушан»
- Орден Дружбы народов
- Орден «Мадарский всадник», учрежденный Государственным Советом Болгарии
- Лауреат Международной премии Джавахарлала Неру
- Кавалер болгарского ордена Кирилла и Мефодия
- Почетный член Академии художеств СССР
- Почетный доктор Великотырнского университета в Болгарии
- Академик Академии изящных искусств Индии
- Почетный академик Болгарской национальной художественной академии

Однако самой выдающейся наградой в своей жизни Святослав Николаевич считал награду, учрежденную Музеем Николая Рериха в Нью-Йорке, потому что диплом к ней был подписан Николаем Константиновичем Рерихом.

## Память о Святославе Рерихе
- В честь семьи Рерихов, в том числе Святослава, назван астероид «Рерих».
- В 2004 году в России издательским центром «Марка» Министерства связи и массовых коммуникаций России были выпущены почтовая марка, конверт первого дня и художественный маркированный конверт в честь 100-летия со дня рождения С. Н. Рериха.[17]
- В 2004 году в честь 100-летия со дня рождения Святослава Рериха была проведена международная научно-общественная конференция.[18]
- 17 июня 1983 года на Алтае в честь 80-летия С. Н. Рериха состоялось первовосхождение на безымянный пик, совершенное международной группой ученых из Чехословакии и СССР.[19]
- В 2015 году памятник художнику и общественному деятелю Святославу Рериху открыли в Тривандруме (Индия)[20].

Почтовые марки и монеты
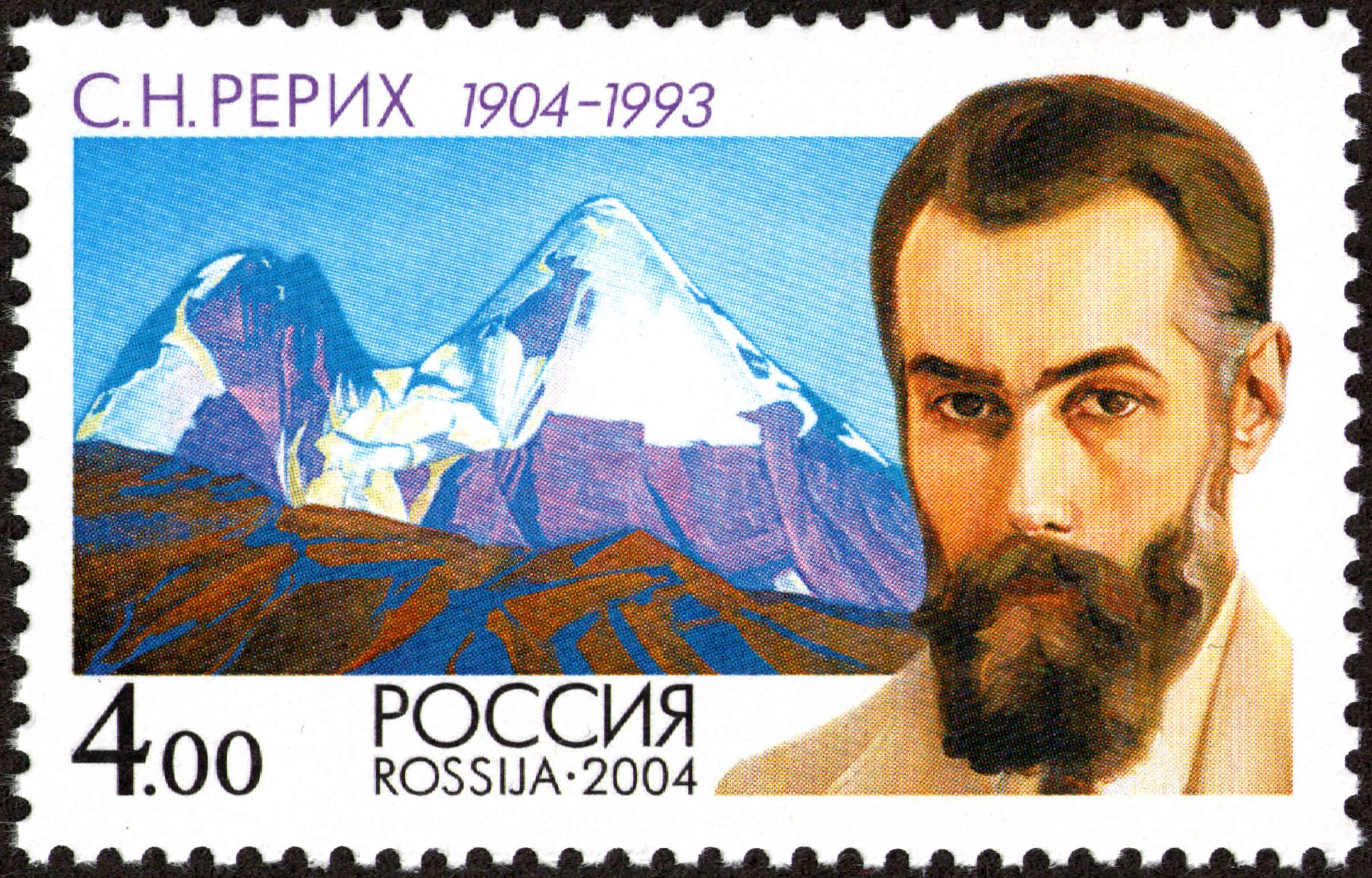
Почтовая марка России, посвящённая С. Н. Рериху
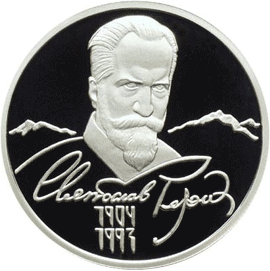
Факсимильная подпись С. Н. Рериха (памятная монета Банка России)

### Основные труды С. Н. Рериха
1. Стремиться к Прекрасному: Сборник статей. — М.: МЦР, 1993. — (Малая Рериховская библиотека).
2. Свет искусства: Сборник статей. — М.: МЦР, 1994. — (Малая Рериховская библиотека).
3. Медлить нельзя! // Защитим имя и наследие Рерихов: Сборник статей. — М.: МЦР; Мастер-Банк, 2001. — Т. 1. — С. 90 — 91.
4. Искусство и жизнь / Пер. с англ. Т. В. Кожевниковой, И. И. Нейч. — М.: МЦР; Мастер-Банк, 2004.
5. Письма: В 2 т. / Сост. Н. Г. Михайлова. — М.: МЦР; Мастер-Банк, 2004—2005.
6. К беседе с художникам: Сборник статей. — М.: МЦР, 2006. — (Малая Рериховская библиотека).
7. Creative Thought: Articles. — Moscow: ICR, 2004.
8. Art and Life. — Moscow: ICR, 2004.
9. Врата в высшую жизнь: сборник статей / Пер. с англ., сост. Н. Г. Михайлова, И. И. Нейч. Комментарии и примечания И. И. Нейч. — М.: МЦР, Мастер-Банк, 2009. — 296 с.: ил.
10. Индийская живопись: статьи, монография. — М.: МЦР, Мастер-Банк, 2011. — 440 с.: 382 ил., карт.

### Публикации о С. Н. Рерихе
1. Тюляев С. И. Святослав Рерих: Альбом. — М.: Изобразительное искусство, 1977.
2. Валентин Сидоров. Семь дней в Гималаях // Москва. — 1982. — № 8. — С. 3 — 111.
3. Мурашкина Т. И. «Святослав Рерих, каким я его знала…» // Мир Огненный. — 1997. — № 12. — С. 68 — 75.
4. Святослав Николаевич Рерих. Живопись // Юбилейная выставка произведений Рерихов из частных собраний: Каталог / Сост. Т. Г. Роттерт, И. В. Липская. — М.: МЦР, 1999. — С. 91 — 100.
5. Шапошникова Л. В. О судьбе картин Н. К. и С. Н. Рерихов, удерживаемых Министерством культуры РФ // Новая эпоха. — 2000. — № 1 (24). — С. 4 — 6.
6. Рерих Н. К. Святослав // Листы дневника. — М.: МЦР, 1999. — Т. 1 (1931—1935). — С. 442—444. — (Большая Рериховская библиотека).
7. Непрерывное восхождение: Сборник, посвящённый 90-летию со дня рождения П. Ф. Беликова, . — Т. 1. Воспоминания современников. Письма Н. К. Рериха, Ю. Н. Рериха, С. Н. Рериха. Труды. — М.: МЦР, 2001.
8. Молчанова К. А. Великий художник и гуманист: Воспоминания о Святославе Николаевиче Рерихе // Содружество. — 2002. — № 4. — С. 4.
9. П. Ф. Беликов. Святослав Рерих. Жизнь и творчество. — М.: МЦР, 2004.
10. Святослав Николаевич Рерих: Биобиблиографический указатель / Сост. Н. К. Воробьева. — М.: МЦР; Мастер-Банк, 2004.
11. Скумин В. А., Ауновская О.К. Светоносцы. — Новочебоксарск: Терос, 1995. — 114 с. — ISBN 5-88167-004-3..
12. Шапошникова Л. В. Философ реального Космоса // Культура. — 2004. — 16-23 дек.
13. Шапошникова Л. В. Вестник Красоты // Культура и время. — 2004. — № 3/4. — С. 9-28.
14. Миг, возведенный в Вечность: Деятели культуры о С. Н. Рерихе // Культура и время. — 2004. — № 3/4. — С. 5-7.
15. Воспоминания о С. Н. Рерихе / Сост. Т. О. Книжник. — М.: МЦР; Мастер-Банк, 2004.
16. Назаров А. Г. Душа природы. С. Н. Рерих — естествоиспытатель-космист // Культура и время. — 2005. — № 1. — С. 44-61.
17. Чирятьев М. Н. Естественнонаучные исследования С. Н. Рериха // Культура и время. — 2005. — № 2. — С. 10-37.
18. 100 лет со дня рождения С. Н. Рериха: Материалы Международной научно-общественной конференции. 2004. — М.: МЦР; Мастер-Банк, 2005. — (Рериховская научно-популярная библиотека).
19. Ширяев В. Страшная сказка музея Востока. История борьбы за переданное в Россию наследие Рерихов в документах // Новая газета. — 2009. — 20 июля.
20. Росов В. А. Святослав Николаевич Рерих. Великие художники. Т. 88. — М.: Директ-Медиа; Издательский дом «Комсомольская правда», 2011. — ISBN 978-5-7475-0123-2

### Каталоги
1. Выставка произведений художника С. Н. Рериха: Каталог / Ред. Т. Н. Гуковская; Оформление художника Е. В. Ракузина. Государственный музей изобразительных искусств имени А. С. Пушкина. Государственный Эрмитаж. Министерство культуры СССР. — М.: Искусство, 1960. — 36 с. — 10 000 экз. (обл.)

### Справочные издания
1. Богословский В. А. Рерих Святослав Николаевич // Большая советская энциклопедия. — 3-е изд. — М.: Советская энциклопедия, 1975. — Т. 22. — С. 42.
2. Рерих Святослав Николаевич // Энциклопедия русской живописи. — М.: Олма-Пресс, 1999. — С. 505—512.
3. Рерих Святослав Николаевич // Лейкинд О. Л., Махров К. В., Северюжин Д. Я. Художники русского зарубежья. 1917—1939: Биографический словарь. — СПб., 1999. — С. 492—493.

### О Святославе Николаевиче Рерихе
- Биография Святослава Рериха на сайте Международного Центра Рерихов
- Даты жизни и деятельности Святослава Николаевича Рериха
- Высказывания учёных и общественных деятелей о Рерихах
- С. Н. Иконникова. Святослав Николаевич Рерих: незабываемая встреча в Болгарии. Доклад на Международной научной конференции «Живая Этика и Культура. Идеи наследия семьи Рерихов в нашей жизни», Санкт-Петербургский Государственный Университет культуры и искусств, 11—12 февраля 2011 г.

### Творчество С. Н. Рериха
- Галерея картин Святослава Николаевича Рериха на Индостан. Ру
- Галерея картин Святослава Николаевича Рериха на сайте Эстонского общества Рериха
- Репродукции картин Святослава Николаевича Рериха
- Выступление Святослава Николаевича Рериха в Ленинградском Доме учёных: «Как я стал художником»
- Галерея картин Н. К. и С. Н. Рерихов
- Галерея картин Святослава и Николая Рерихов в Международном Мемориальном Тресте Рерихов

### Документальные фильмы
- «Младший сын. Святослав Рерих» // Студия «ТВ-Оазис», режиссёр: Елена Плугатырева, автор фильма: Луиза Тележко, 2000 г.
- «Вестник» // Студия «ТВ-Оазис», режиссёр и автор фильма: Луиза Тележко, 2006 г.
- «Мастер, сын Мастера» // Студия «ТВ-Оазис», режиссёр и автор фильма: Луиза Тележко, 2004 г.
- «Святослав Рерих — Последний из Рерихов» // ТРК «Цивилизация»
- «Правда о завещании Святослава Рериха» // Студия «Зов культуры»

### Мероприятия, посвященные памяти С. Н. Рериха
- Торжественный вечер в Колонном зале Дома Союзов, посвященный 100-летию со дня рождения Святослава Николаевича Рериха
- Юбилей Святослава Рериха в Музее истории города Ярославля / Интернет-портал «Музеи России», 20.10.2009 г.